# Gert Crum
Gert Crum (Heelsum, 16 november 1948 - Hilversum, 19 januari 2024) was een Nederlands wijnschrijver en -docent, gespecialiseerd in Franse wijnen, met name uit de Bourgogne en Champagne. Hij begon zijn carrière als socioloog en werkte korte tijd als universitair docent, maar volgde al snel zijn passie voor wijn. 
Gedurende meer dan 35 jaar bezocht Crum wereldwijd verschillende wijngebieden en producenten. Hij schreef talrijke boeken, waaronder het internationaal bekroonde 'Le Domaine de la Romanée-Conti', dat in meerdere talen is vertaald. Zijn laatste boek, 'Champagne: Le Réveil des Terroirs', richtte zich op de ontwikkelingen in de Champagnestreek.
Crum schreef ook voor tal van bladen. Zo publiceerde hij artikelen in NRC-HB Résidence, Elegance, Villa d’Arte, Elsevier, Drankendetail, De Wijnkrant, Perswijn, De Proefkrant, Proefschrift en WineLife Magazine.
Naast zijn schrijfwerk gaf Crum presentaties, proeverijen en begeleidde wijnreizen. Hij was jarenlang docent aan de Wijnacademie, waar hij lessen over de Bourgogne verzorgde, en was lid van de examencommissies van de Vinologenopleiding en Magister Vini. 

## Erkenning
Voor zijn werk ontving hij diverse onderscheidingen en prijzen. Hij won in 1987 de Slijterswijnring en in 1996 de Tastvin d’Honneur. In 2006 won hij de Vinos de España Prijs voor de Pers. In Frankrijk werd hij in 2009 benoemd tot Officier in de l’Orde de Mérite Agricole.